# Николлет (округ)
Ни́коллет (англ. Nicollet County) — округ в штате Миннесота, США. Административный центр — Сент-Питер, крупнейший город — Норт-Манкейто. По переписи 2000 года в округе проживают 29 771 человек. Площадь — 1209 км², из которых 1171 км² — суша, а 38 км² — вода. Плотность населения составляет 25 чел./км².

## История
Округ был основан в 1853 году.